# 50 Cent
50 Cent, pseudonimo di Curtis James Jackson III (New York, 6 luglio 1975), è un rapper, attore, imprenditore e produttore discografico statunitense.
È diventato famoso dopo l'uscita dei suoi album Get Rich or Die Tryin' (2003) e The Massacre (2005), tramite le etichette discografiche di Eminem e Dr. Dre, Shady Records ed Aftermath, sussidiarie della Interscope Records di Jimmy Iovine.
Spesso il nome del rapper è associato a quello del suo gruppo, la G-Unit, composta da Tony Yayo, Lloyd Banks, 50 Cent e in precedenza anche Young Buck e The Game. Nel 2014, durante il festival Summer Jam la G-Unit si riunisce nuovamente con tutti i componenti tranne The Game. È anche un attivo produttore di album hip hop, essendo alla guida dell'etichetta G-Unit Records. L'etichetta è diventata una delle più grandi del suo tipo, attiva anche nella produzione di film e abbigliamento.
50 Cent ha iniziato molte rivalità con altri rapper come Ja Rule, The Game, Fat Joe e Jadakiss. Nel 2007 è stato classificato dalla rivista statunitense Forbes al secondo posto nella lista dei rapper più ricchi del pianeta, preceduto solo da Jay-Z. Nel 2008 è riuscito a superarlo, aggiudicandosi in questo modo il titolo di rapper più ricco al mondo. Nel 2015, secondo Forbes, 50 Cent possiede un patrimonio di circa 155 milioni di dollari, 5º tra gli artisti hip-hop più ricchi del mondo.

## Biografia
(Motto di 50 Cent)

### I primi anni
Nato nel quartiere South Jamaica del Queens, è cresciuto in un ambiente fortemente criminalizzato dove droga, armi da fuoco e affari clandestini erano pane quotidiano. 50 Cent non ha mai conosciuto il padre; sua madre, Sabrina, è stata trovata morta nel suo appartamento quando Curtis aveva ancora 8 anni, in un ambiente saturo di gas: l'inchiesta legata al suo decesso è stata chiusa quasi subito dalla polizia, anche se si sospetta che si fosse trattato di un omicidio dovuto a questioni di droga. Cresciuto con i nonni, il ragazzo, una volta abbandonata la scuola, comincia a frequentare la strada. Qui, oltre a conoscere i compagni di sempre Lloyd Banks e Tony Yayo, che lo accompagneranno anche nel successo musicale, comincia ad addentrarsi nel giro dello spaccio di crack ricavandone una cospicua notorietà, tant'è che a soli diciott'anni può vantare il lusso di possedere due automobili Mercedes . Il giovane Curtis entra inoltre nel giro del pugilato clandestino, continuando ad arricchirsi in modo illecito. All'età di diciannove anni viene arrestato ben sei volte nel giro di due settimane per spaccio. Solo la nascita di suo figlio Marquise lo costringe a dare una nuova prospettiva alla sua vita.
Con il tempo conosce molte persone nell'ambito della musica rap, trovando anche il suo nome d'arte. 50 Cent è un soprannome che il giovane Curtis riprese da Kelvin Martin, un rapinatore della Brooklyn degli anni '80: Jackson lo scelse spiegando di rivedersi in Martin.
Il primo grande aggancio di 50 nell'ambiente della musica è Jam Master Jay, il leggendario dj dei Run DMC, che gli propone un contratto discografico con la sua etichetta JMJ Records. È proprio il grande produttore, assassinato nell'ottobre 2002 nel suo studio di registrazione, a formare musicalmente l'inesperto cantante. Nonostante la grande esperienza, non riesce a dare un'impronta solida sul suo prossimo successo; infatti, dopo poco tempo 50 Cent lascia la JMJ per aggregarsi alla Trackmaster, un team di produzione di proprietà del colosso Sony / Columbia Records. Sotto quest'etichetta incide il suo primo album, il controverso Power of the Dollar, la cui pubblicazione viene continuamente rimandata. Ciò è dovuto alla diffusione non autorizzata dell'album nel circuito underground newyorchese, ma soprattutto all'aggressione a mano armata che 50 Cent subisce il 24 maggio 2000 sulla 161ª Strada nel Queens, dove viene raggiunto da nove colpi di arma da fuoco che lo costringeranno a restare in ospedale per cinque mesi. Alla fine, quello che avrebbe potuto essere il suo assassino venne ucciso poche settimane dopo la sparatoria, anch'egli con vari proiettili di pistola.

### 2000-2001: La sparatoria
Riesce a rimanere miracolosamente vivo dopo che nove spari lo raggiungono alle gambe, alle braccia, alle mani e uno gli perfora il viso, trafiggendogli la lingua: da questo deriva il piccolo difetto verbale che presenta nelle sue canzoni. Un frammento del proiettile si trova tuttora nella lingua e non può essere estratto  .
Nel 2005, da un report della  polizia di New York emerge che l'attentato ai danni di 50 Cent sarebbe dovuto alla canzone Ghetto Qu'ran, brano in cui il rapper nomina persone legate allo spaccio di droga nel Queens degli anni Ottanta e Novanta; in particolare il pezzo attira le ire del trafficante Kenneth "Supreme" McGriff, vicino agli ambienti dell'etichetta Murder Inc. di Ja Rule e Irv Gotti, con cui 50 Cent non è in buoni rapporti. La vicenda pone la Columbia Records nella situazione di dover interrompere il rapporto con 50 Cent; il disco Power of The Dollar non viene pubblicato e vengono interrotte le riprese del primo video Thug Love con il gruppo R&B femminile Destiny's Child. Oltre a tutto questo, dagli ambienti della malavita viene imposto il divieto di collaborare con 50 Cent, il quale si ritrova quindi a non poter nemmeno entrare negli studi di registrazione degli Stati Uniti. Nonostante quanto accaduto, il ragazzo non si dà per vinto e assieme al suo neonato gruppo, la G-Unit, composta dagli amici Lloyd Banks e Tony Yayo, intraprende una nuova strategia di mercato per la sua musica, distribuendo per i quartieri di New York una serie incessante di mixtapes (dischi autoprodotti, registrati in Canada dal manager Sha Money XL, su basi solitamente usate dai cantanti rap già affermati per pubblicizzare i loro prossimi lavori) grazie alla collaborazione con i migliori DJs hip-hop americani, tra i quali DJ Whoo Kid, che lo accompagnerà poi in tutte le sue esibizioni dal vivo nel mondo. Questa strategia di mercato gli consente in breve tempo di ricevere parecchie proposte di contratti discografici da parte di numerose etichette musicali; firmerà un accordo congiunto con la Aftermath di Dr. Dre e la Shady Records di Eminem per un milione di dollari.

### 2002-2004:Get Rich or Die Tryin'

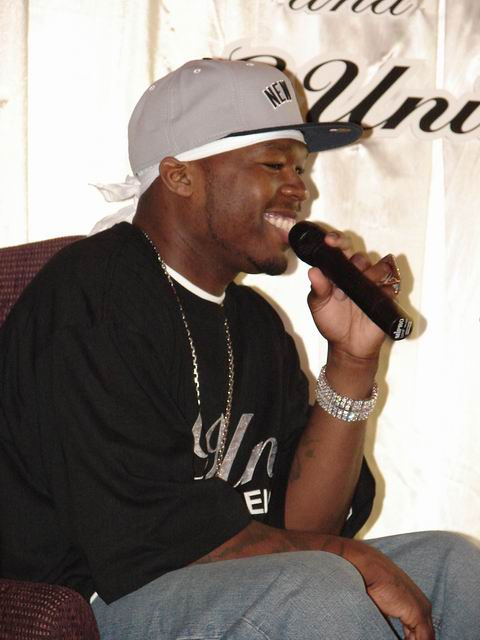
50 Cent

Nell'autunno del 2002 50 Cent comincia le registrazioni di quello che sarà il suo effettivo album d'esordio dal titolo Get Rich or Die Tryin', che gli consentirà di vendere ben 6 000 000 di copie negli Stati Uniti diventando l'album hip hop dell'anno e vincendo numerosi premi. Il successo è dovuto soprattutto al singolo In da Club, in rotazione continua per radio e per televisioni di tutto il mondo. Nel frattempo il rapper si gode il successo e trova il tempo di sfornare altri mixtape, specialmente quelli della serie "G Unit Radio", in collaborazione con DJ Whoo Kid, giunta alla 25ª uscita e all'ondata di successo dovuta all'uscita di Get Rich or Die Tryin'. Durante questo periodo, si dedica alla produzione degli album solisti dei membri della G Unit (a cui si è aggiunto nel frattempo un nuovo membro, Young Buck), oltre all'album vero e proprio del gruppo stesso, intitolato Beg for Mercy. Il 2004, però, è l'anno della vera svolta: il semplice successo musicale sembra non soddisfare più il rapper, che cerca altre strade per accrescere il suo successo. Mette così le basi per la fondazione di una sua etichetta discografica indipendente anche se sempre affiliata alla Shady/Interscope/Aftermath, la G-Unit Records: questa viene presto arricchita grazie agli ingaggi dei gruppi Mobb Deep, M.O.P., l'emergente Spider Loc e la cantante R&B Olivia.

### 2005-2006:The Massacre
Nel 2005 arriva la pubblicazione del suo secondo album The Massacre. L'album vende quasi 14 milioni di copie. Fra i singoli si ricordano Outta Control versione remix, interpretata con il duo Mobb Deep, Just a Lil' Bit, Disco Inferno e la hit internazionale Candy Shop, duettata con la cantante prodotta all'epoca dalla G-Unit Records, Olivia. Per ogni canzone di questo album è stato pubblicato un videoclip. Sono presenti collaborazioni con Eminem, Mobb Deep, tutti i membri della G-Unit, Olivia e Jamie Foxx.

### 2007-2008:Curtis
L'11 settembre 2007 esce Curtis, terzo album studio di 50 Cent e ispirato alla sua dura vita prima del successo ottenuto da Get Rich or Die Tryin. Curtis debutta alla posizione numero 2 della classifica Billboard 200, vendendo 699 000 copie nella sua prima settimana di pubblicazione, dietro a Graduation di Kanye West, uscito nel medesimo giorno e con il quale compete a livello di vendite. Mentre Get Rich or Die Tryin' e The Massacre vedono la partecipazione di molti artisti della G-Unit o G-Unit Records (sebbene siano presenti anche in questo album), Curtis include la collaborazione di cantanti con i quali 50 Cent non aveva mai lavorato prima, come Akon, Justin Timberlake, Mary J. Blige, Robin Thicke, Timbaland e Nicole Scherzinger delle Pussycat Dolls, oltre ad Eminem, Dr. Dre, Puff Daddy e Jay-Z.

### 2009:Before I Self Destruct
Il 10 settembre 2008 50 Cent conferma che il suo quarto album in studio, Before I Self Destruct, sarà "finito e pubblicato a novembre". Nell'ottobre 2008 e gennaio 2009 vengono pubblicati due singoli promozionali, Get Up e I Get It In. Get Up è prodotto da Scott Storch e raggiunge la posizione n. 44 della Billboard Hot 100; la canzone viene anche pubblicata sul sito ufficiale ThisIs50.com e poi nel suo canale YouTube, anche se in seguito verrà rimosso dal sito. I Get It In è prodotto da Dr. Dre e Denaun Porter e arriva invece alla 53ª posizione della Billboard Hot 100. Successivamente viene confermato che i due brani non fanno parte di Before I Self Destruct, a causa dei continui rinvii del disco.

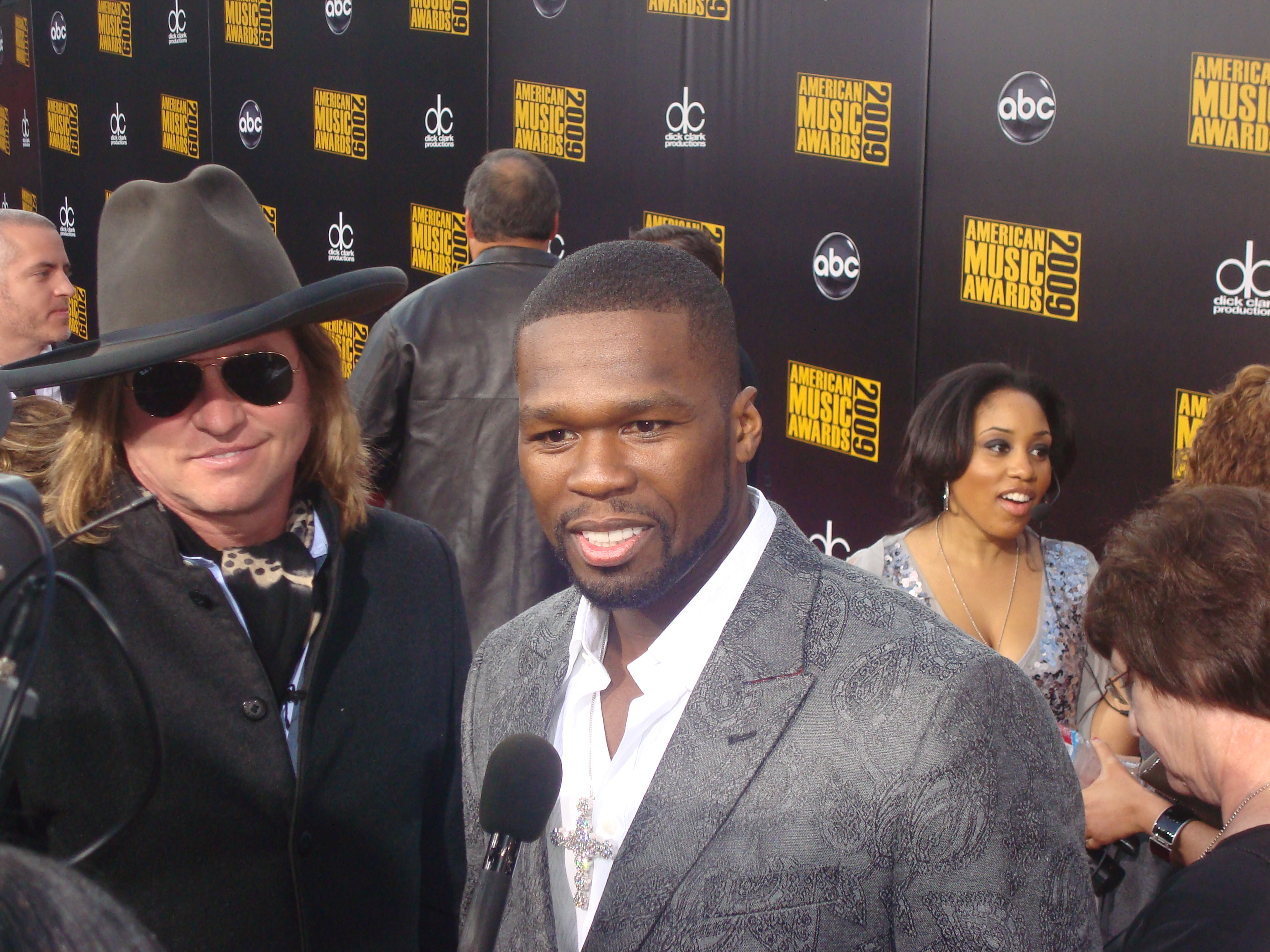
50 Cent con Val Kilmer agli American Music Awards 2009

Il 18 maggio 2009 Curtis pubblica un singolo, Ok, You're Right, prodotto da Dr. Dre e parte del nuovo disco. L'uscita di Before I Self Destruct subisce molti slittamenti, ma avviene finalmente il 9 novembre 2009. Il disco vedrà la partecipazione di Eminem, Ne-Yo e R. Kelly. Il secondo brano ufficiale estratto dall'album è Baby by Me, uscito nel settembre 2009. Cantato assieme al celebre artista R&B Ne-Yo, Baby by Me utilizza un campionamento di un "vecchio" singolo di 50 Cent, I Get Money. Nel 2010, collabora con Soulja Boy sulla traccia Mean Mug. Nello stesso anno, realizza insieme a Mann un remix del singolo Buzzin'. 50 Cent lavora col noto produttore discografico statunitense Lil Jon per portare a termine la fusione fra le etichette da loro rappresentate, la BME Recordings e la G-Unit. Questo progetto prende il nome di "G'$ Up".

### 2014:Animal Ambition
Il 21 febbraio 2014 pubblica il singolo The Funeral, che preannuncia l'uscita del suo nuovo album Animal Ambition. Poco dopo pubblica i primi estratti dell'album, Don't Worry Bout it (ft. Yo Gotti), e Hold On. L'album esce il 3 giugno 2014 in tutto il mondo vendendo complessivamente 650 000 copie debuttando al 4º posto nella classifica di Billboard. Il CD è composto da 11 canzoni che diventano 14 con la Deluxe Edition. La canzoni che hanno avuto maggiore successo sono state Smoke (ft. Trey Songz) e Pilot.

### 2015–2019:Street King Immortal, bancarotta,G-Unit, e fuoriuscita dalla Interscope

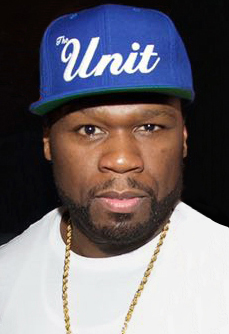
50 Cent nel 2015

Il 14 maggio 2015 Jackson rivelò in un'intervista che il primo singolo estratto dal suo sesto album in studio Street King Immortal (di prossima pubblicazione), sarebbe stato presentato nel week-end del Memorial Day per poi essere presumibilmente pubblicato a giugno. Get Low uscì il 20 maggio 2015. La canzone, prodotta da Remo the Hitmaker, include i featuring dei rapper 2 Chainz e T.I., e del cantante Jeremih. Il 13 luglio 2015, 50 Cent dichiarò bancarotta.
Il 31 marzo 2017 la Interscope Records pubblicò l'ultimo disco di 50 Cent per l'etichetta, un greatest hits semplicemente intitolato Best of.
Nel 2018 partecipò al singolo Get The Strap del rapper Uncle Murda insieme a Casanova e 6ix9ine. Con quest'ultimo legò molto nel corso del 2018, tanto da regalargli una collana a forma di inalatore a seguito di una diagnosi d'asma. Il rapporto s'interruppe a seguito della decisione di 6ix9ne di testimoniare contro la sua ex crew. 
Il 20 maggio 2019 fece uscire un album con degli inediti della G-Unit insieme a DJ Whoo Kid. Nell'album erano presenti artisti con il quale 50 Cent ha anche litigato come Young Buck, sono anche presenti Mase, M.O.P., Mobb Deep, Prodigy, Spider Loc e Tony Yayo.

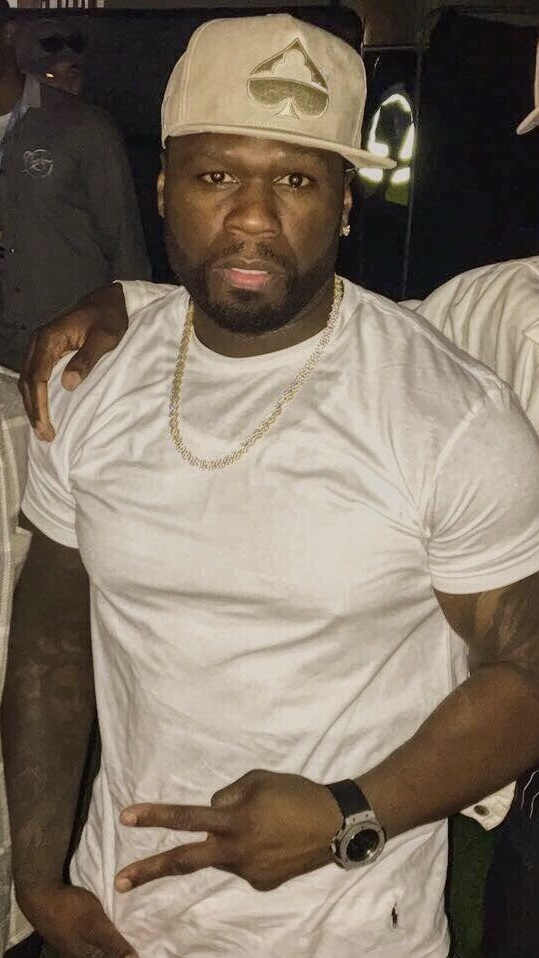
50 Cent nel 2017

Il 25 giugno 2019 The New York Times Magazine indicò 50 Cent tra le centinaia di artisti il cui materiale era andato distrutto nell'incendio degli archivi della Universal nel 2008.  Compare in seguito nel singolo di Ed Sheeran Remember The Name  insieme ad Eminem

### 2020-presente: Collaborazioni e singoli
Nel 2020, Jackson svolse il ruolo di produttore esecutivo per l'album di debutto del defunto rapper Pop Smoke, Shoot for the Stars, Aim for the Moon, essendo, dichiaratamente, una delle più grandi ispirazioni di Pop Smoke. L'album fu pubblicato il 3 luglio 2020. Jackson volle ultimare l'album, desiderando portare a compimento l'opera dopo la morte di Pop. Egli contattò molti degli artisti coinvolti, apparendo anche nella traccia dell'album The Woo insieme a Roddy Ricch, che divenne un successo capace di ottenere 2 dischi di platino negli USA e svartiate altre certificazioni nel mondo.
Nel 2020 pubblica anche il singolo Part Of The Game insieme a NLE Choppa e Rileyy Lanez. Nel 2022 invece è la volta del singolo Power Powder Respect insieme a Lil Durk e Jeremih.
Nel 2022 è tra i performer dell'halftime show del Super Bowl LVI, prendendo parte all'evento senza essere stato annunciato precedentemente.

## Vita privata
È padre di due figli: Marquise Jackson e Sire Jackson, rispettivamente avuti da Shaniqua Tompkins e Daphne Joy. 

## Progetti non musicali
50 Cent ha creato una linea personalizzata di vestiti hip-hop, la G-Unit Clothing Company, in collaborazione con la Ecko Unlimited.
È il protagonista del videogioco 50 Cent: Bulletproof, che lo ritrae in perfetta versione digitale intento a sgominare una banda di pericolosi trafficanti nel cuore di New York.
Ha inoltre intrapreso la carriera da attore, apparendo nel film semi-autobiografico Get Rich or Die Tryin' nel 2005, in Home of the Brave nel 2006 e in Righteous Kill e in Sfida senza regole nel 2008, in Southpaw nel 2015, in Nella tana dei lupi nel 2018 e nella serie televisiva Power dove appare sia come attore sia come produttore per il network Starz.
È produttore altresì della serie televisiva For Life nella quale compare come attore nella parte del boss Cassius Dawkins.

## Controversie

### La faida con Ja Rule e la Murder Inc.
La controversia più famosa della carriera di 50 Cent è quella che lo ha visto scontrarsi con il rapper Ja Rule e l'etichetta Murder Inc., fondata dallo stesso Ja Rule e Irv Gotti. I rapporti tra i due si sarebbero incrinati nel 1998-99, quando entrambi prendono parte al video del pezzo React degli Onyx: dal set viene rubata una collana di Ja Rule che accusa 50 Cent di aver orchestrato il furto. Molti anni più tardi, nel 2014, Ja Rule sostiene che in realtà la collana gli è stata sottratta in altre circostanze da un conoscente, arrabbiato per un presunto tradimento della sua ragazza, e che 50 Cent, estraneo alla vicenda, ha modificato la storia per ottenere visibilità.
Nel 2000 la faida diventa concreta con una violenta rissa tra i due durante uno show ad Atlanta; nello stesso anno, il rapper Black Child della Murder Inc. sferra alcune coltellate ai danni di 50 Cent nel backstage di un live a New York. Qualche mese più tardi 50 Cent subisce un attentato in cui viene raggiunto da diversi proiettili: secondo la polizia il mandante è lo spacciatore Kenneth "Supreme" McGriff, vicino agli ambienti della Murder Inc., contrariato dalla canzone Ghetto Qu'ran in cui 50 Cent fa il suo nome parlando della criminalità del Queens degli anni Ottanta e Novanta. Questo fatto porta la Columbia a rescindere il contratto con 50, che non può pubblicare il disco già pronto dove è presente il dissing a Ja Rule Your Life's On The Line.
Tra 50 Cent e Ja Rule ci sono stati anche altri dissing negli anni successivi: il più celebre è il brano Wanksta, in cui 50 Cent accusa Ja Rule di essere un finto gangster. Con l'ingresso in Shady Rec., la faida si allarga e la Murder Inc. è oggetto di numerosi dissing anche da parte di Eminem, D-12 e Obie Trice contro Ja Rule, Benzino (cantante) e Canibus
Nel 2011 Ja Rule dichiara la fine dello scontro, successivamente ammettendo la sconfitta dicendo di non avere più interesse nel portare avanti la faida, ma piuttosto di optare per una convivenza pacifica con 50 Cent. Tuttavia, negli anni successivi, non mancano le frecciate sui social network e non solo.

### La faida con Fat Joe, Jadakiss e Nas
50 Cent pubblicò un singolo intitolato Piggy Bank nel quale il protetto di Eminem attacca Fat Joe chiamandolo Fat Fucker ("fottuto ciccione"). A scatenare il beef fu la partecipazione di Fat Joe alla traccia New York di Ja Rule. Nel video, 50 Cent rappresenta i suoi nemici in maniera caricaturale: The Game diventa Mr. Potato Head, Nas un bambino vestito da Superman che insegue il camion del latte, Jadakiss una TMNT e Fat Joe un goffo pugile obeso. 50 Cent attaccò Jadakiss giocando sulle statistiche di vendita che a quest'ultimo non sono sembrate molto favorevoli. La faida, interna alla Interscope Records, creò forti imbarazzi ai vertici dell'etichetta. Interrogato sull'argomento, l'amico di Jadakiss, Styles P, ha affermato che sarebbe stato intelligente non rispondere alle accuse. Nonostante ciò, nessuno degli interessati si tirò indietro dal rispondere a 50 Cent. Fat Joe rispose con My FoFo, in cui accusa 50 di usare steroidi e di essere geloso di The Game. Kelis, la moglie di Nas, rispose con Bossy, mentre Nas rispose con Don't Body Ya Self. Jadakiss pubblicò quattro diss: Checkmate, in cui accusava 50 di voler sollevare un polverone per farsi pubblicità, Shot's Fired, Problem Child e Sorry Ms. Jackson (queste ultime tre in collaborazione con Styles P). 50 Cent e Yayo risposero con I Run New York, indirizzato a Jadakiss, Fat Joe e la D-Block. Agli MTV Video Music Awards del 2005, la G-Unit insultò pesantemente Fat Joe: questo spezzone fu censurato. Fat Joe rispose con alcuni diss, tra i quali Victims, Massacre of Fifty e Whip Your Head Boy.
Nel 2006, Fat Joe nel "Mega Remix" di One Blood, del rapper The Game parla male di 50 Cent. Mentre il beef con Jadakiss e la D-Block finì, quello con Fat Joe continuò nel 2008; in risposta al mixtape The Elephant in the Room, che conteneva vari riferimenti a 50 e i suoi soci, 50 Cent e la G-Unit pubblicarono Elephant in the Sand il giorno stesso. Nel mixtape c'erano vari insulti rivolti a Fat Joe e alla Terror Squad. Poco tempo dopo 50 pubblicò un video in cui celebrava un finto funerale di Fat Joe: «Con questo», disse 50 Cent, «la carriera di Fat Joe è finita, e il suo nuovo album è fottuto». Il 22 gennaio 2014 viene pubblicato un singolo, che vede la collaborazione di Fat Joe e 50 Cent.

### La faida con The Game
Nel 2005 cominciarono ad esserci problemi tra 50 e The Game, allora astro nascente. Tutto iniziò dopo l'uscita di The Documentary, album d'esordio per Game, per il quale 50 Cent dichiarava di non aver ricevuto la sua quota di royalties, avendo scritto il testo di 6 pezzi; Game negò tutto.
Dopo che un membro dell'entourage di Game venne ferito da un proiettile all'Hot 97 studio a New York, i due annunciarono la riconciliazione, che sembrava piuttosto una mossa pubblicitaria per lanciare i loro imminenti dischi. La faida non si fermò: dopo che la G-Unit affermò che The Game senza di loro non avrebbe mai fatto strada, quest'ultimo lanciò, durante una performance al Summer Jam, un boicottaggio chiamato G-Unot. Successivamente, Game diffuse il suo 300 Bars and Runnin, un diss di quasi 20 minuti diretto a 50 Cent e alla sua gang. Curtis per tutta risposta, nel video di Piggy Bank, rappresentò The Game come un Mr. Potato. Game, per tutta risposta, pubblicò i mixtapes Ghost-Unit e Stop Snitchin, Stop Lyin. 50 Cent rispose con Not Rich, Still Lyin'. In questo periodo la crew di 50 si arricchì di un nuovo membro: Spider Loc, che si unì nei diss a The Game. Nell'estate del 2006, 50 Cent pubblicò un mixtape (G-Unit Radio 21: Hate It or Love It) dove dissa The Game. Quest'ultimo rispose con 240 Bars (Spider Joke), indirizzata a Spider Loc, agli M.O.P. e a Tony Yayo, e The Funeral 100 Bars. Nell'ottobre 2006, Game cercò di fare pace con 50, ma non ottenne risposta. Qualche giorno dopo, su Power 106, Game annunciò che voleva una risposta entro 24 ore. In alcune tracce di The Doctor's Advocate, nuovo album di Game, egli dice che il "beef" è finito; in realtà è solo sopito. Esso si risvegliò quando Yayo schiaffeggiò il figlio quattordicenne del CEO di Czar Entertainment Jimmy Rosemond. Game pubblicò il diss Body Bags. Spider Loc per tutta risposta, pubblica Toe Tags. La faida finì quando iniziò quella con Young Buck.

### La faida con Rick Ross
Nel gennaio 2009, Rick Ross disse che non gli era piaciuto il modo in cui 50 Cent lo aveva fissato durante i BET Awards; 50 rispose che non si ricordava neanche di aver visto Ross quella sera. Qualche tempo dopo iniziò a girare per la rete Mafia Music, un pezzo di Ross in cui sembrava ci fossero riferimenti a 50. La risposta di 50 fu il pezzo Officer Ricky (Go Head, Try Me) ("Vai avanti, mettimi alla prova"). Il giorno dopo Ross apparve su Shade 24 e lanciò una sfida a 50: in 24 ore doveva sfornare un lavoro migliore. Prima di partire per il Venezuela, 50 Cent girò un filmato intitolato Warning Shot, in cui dice: «Rick Ross, ti rovinerò la vita per divertimento». Inoltre, pubblicò il primo episodio di una serie di cartoon intitolata Officer Ricky. Nei primi giorni di febbraio, caricò su YouTube Tia, un'intervista ad una ex di Ross. Venne alla luce che Ross era un bravo ragazzo e in passato era stato un poliziotto. Il 5 febbraio 2009, The Game si schierò pubblicamente dalla parte di 50 e disse che per Rick Ross le cose si stavano per mettere molto male ("50 ti mangerà, amico"). Nel suo album Deeper Than Rap, Ross tira in ballo 50 Cent nel pezzo In Cold Blood, nel cui video si vede un finto funerale del rapper; egli disse che con questo la carriera di 50 poteva dirsi conclusa. 50 Cent allora girò una miniserie chiamata Pimpin' Curly ("Il pappone riccioluto"), a cui Ross rispose con Kiss My Pinky Ring, Curly ("Bacia il mio anello da mignolo, ricciolino"); la G-Unit pubblicò il pezzo I'll Be The Shooter. Il 10 febbraio, Ross pubblico un cartoon intitolato Gay-Unit Workouts ("I lavoretti della Gay-Unit") e un diss chiamato Push 'Em Over The Edge. Il giorno dopo 50 pubblicò il pezzo A Psychic Told Me, un diss verso DJ Khaled. Il 12 febbraio, la G-Unit si scatenò: 50 pubblicò What Tia Told Me, mentre Banks e Yayo pubblicarono rispettivamente Officer Down e Somebody Snitched. A marzo, 50 Cent pubblicò un sex tape nel quale compariva Brooke, la madre del figlio minore di Ross, che aveva un rapporto sessuale con un altro uomo. 50 Cent, con in testa una parrucca da donna, attaccava pesantemente Ross. Qualcuno commentò che Ross era il "Gusto" dell'Hip Hop. 50 commentò: «Rick Ross sembra Albert di CB4. Avete mai visto quel film? Lui sembra Albert!». La frase che chiuse la faida: «Questo è il peggio. Un uomo onesto, un poliziotto che basa la sua carriera di rapper nel nome del famoso spacciatore "Freeway" Rick Ross"».

### La faida con Lil Wayne
Dopo aver sentito che Lil Wayne stava preparando un diss per lui dopo alcune dichiarazioni non propriamente "amichevoli" di 50, il 17 agosto 2007 Curtis pubblicò il singolo Part Time Lover, indirizzato proprio a Wayne. Lil Wayne, in realtà, non rispose mai al singolo, anche se il 17 novembre 2008 uscì il brano Louisianimal, diss rivolto a 50 Cent. Nel brano, incluso nel mixtape The Drought Is Over Part 6: The Reincarnation, Wayne insultò 50 insieme a Lil'Boosie con la seguente frase: «F*ck two quarters… and says he will pour syrup in that Vitamin water... ». Curtis rispose con Play This On The Radio, pubblicato nel gennaio 2009. La faida pare chiusa, dopo che 50 Cent si esibì all'America's Most Wanted Music Festival di Lil Wayne ad Anaheim, California.

### La faida con Young Buck
Nel 2008, 50 Cent comunica di aver cacciato Young Buck dalla G-Unit. Come se non bastasse, in rete inizia a circolare una telefonata in cui Buck piange e si scusa con Fiddy. Nel frattempo lo stesso Buck è vittima di una sparatoria e poco dopo finisce in carcere. Nel 2014 la faida si risolve e Young torna a far parte della Unit.

### Divorzio dalla Shady Records e firma per la Caroline Records
50 Cent dopo 12 anni lascia la Shady Records (etichetta che lo ha portato al successo), e firma per la Caroline Records per la distribuzione dei dischi della G-Unit Records diventando così un artista indipendente. Tale scelta sembra dovuta alla decisione di Dr. Dre di non includere 50 nella sua azienda Beats by Dre e anche per degli screzi con Jimmy Iovine. Nella decisione, inoltre, pare abbia influito anche il fatto che Dr. Dre abbia registrato una canzone con l'acerrimo nemico di 50 Cent, Rick Ross.

### Bancarotta
Il 13 luglio 2015, Jackson ricorse alla norma di legge Chapter 11 per dichiarare bancarotta davanti alla Corte fallimentare del Connecticut con insolvenze pari a 32.509.549,91 di dollari. Il 17 luglio 2015, la Corte emise un'ordinanza che consentiva a un creditore di procedere con la fase di risarcimento danni in un processo contro Jackson a New York, in connessione con la presunta diffusione di un video privato. I suoi beni erano elencati tra i 10 e i 50 milioni di dollari nella sua dichiarazione di bancarotta, anche se 50 Cent testimoniò sotto giuramento che ammontavano a soli 4,4 milioni, citando debiti tra i 10 e i 50 milioni di dollari e lo stesso importo in attività. Più tardi nella stessa settimana, gli avvocati fallimentari di Jackson hanno chiarito i documenti del tribunale secondo cui le spese legali e le sentenze superiori a 20 milioni di dollari nell'ultimo anno erano la causa principale del fallimento.
I suoi documenti elencavano 32 società nelle quali aveva una partecipazione. La bancarotta arrivò pochi giorni dopo che una giuria gli aveva ordinato di pagare 5 milioni di dollari all'ex fidanzata del rapper Rick Ross, Lastonia Leviston, per aver invaso la sua privacy pubblicando online un video porno di lei e di un altro uomo. In aggiunta, Jackson perse una disputa per trovare un accordo circa un affare fallito relativo alle cuffie Sleek, dove Jackson aveva investito più di 2 milioni di dollari. Un ex socio in affari accusò Jackson di avergli rubato il design delle cuffie "Sleek by 50", e un giudice assegnò al querelante un risarcimento di 17.2 milioni di dollari. La sua dichiarazione di fallimento nel Connecticut afferma che possiede sette auto per un valore superiore a 500,000 dollari, incluse una Rolls Royce del 2010 e una Chevrolet Coupé del 1966. Le sue spese mensili ammontavano a 108,000 dollari (inclusi 5.000 dollari per il giardinaggio) insieme a un reddito mensile di 185,000 dollari, principalmente proveniente da royalties e redditi delle sue attività e investimenti esterni. Il resoconto del tribunale afferma che Jackson doveva dei soldi anche al suo stilista, al suo barbiere e al suo allenatore di fitness.

## Discografia
- 2000 – Power of the Dollar (non pubblicato)
- 2003 – Get Rich or Die Tryin'
- 2005 – The Massacre
- 2007 – Curtis
- 2009 – Before I Self Destruct
- 2014 – Animal Ambition

## Filmografia

### Cinema
- Get Rich or Die Tryin', regia di Jim Sheridan (2005)
- Home of the Brave - Eroi senza gloria (Home of the Brave), regia di Irwin Winkler (2006)
- Live! - Ascolti record al primo colpo, regia di Bill Guttentag (2007) - cameo
- Sfida senza regole (Righteous Kill), regia di Jon Avnet (2008)
- Streets of Blood, regia di Charles Winkler (2009)
- Dead Man Running, regia di Alex De Rakoff (2009)
- Before I Self Destruct, regia di 50 Cent (2009)
- Twelve, regia di Joel Schumacher (2010)
- 13 - Se perdi muori (13), regia di Géla Babluani (2010)
- Caught in the Crossfire, regia di Brian A. Miller (2010)
- Arma micidiale (Gun), regia di Jessy Terrero (2010)
- Setup, regia di Mike Gunther (2011)
- Freelancers, regia di Jessy Terrero (2012)
- Fire with Fire, regia di David Barrett (2012)
- Il cacciatore di donne (The Frozen Ground), regia di Scott Walker (2013)
- Escape Plan - Fuga dall'inferno (Escape Plan), regia di Mikael Håfström (2013)
- Last Vegas, regia di Jon Turteltaub (2013)
- The Prince - Tempo di uccidere (The Prince), regia di Brian A. Miller (2014)
- Spy, regia di Paul Feig (2015)
- Southpaw - L'ultima sfida (Southpaw), regia di Antoine Fuqua (2015)
- Nella tana dei lupi (Den of Thieves), regia di Christian Gudegast (2018)
- Escape Plan 2 - Ritorno all'inferno (Escape Plan 2: Hades), regia di Steven C. Miller (2018)
- Escape Plan 3 - L'ultima sfida (Escape Plan: The Extractors), regia di John Herzfeld (2019)
- I mercenari 4 - Expendables (Expend4bles), regia di Scott Waugh (2023)

### Televisione
- Power - serie TV (2014-2020)
- For Life – serie TV (2020-2021)

## Doppiatori italiani
Nelle versioni in italiano delle opere in cui ha recitato, 50 Cent è stato doppiato da:
- Christian Iansante in Sfida senza regole, Setup, Il cacciatore di donne, Spy
- David Chevalier in Freelancers, Fire with Fire
- Paolo De Santis in Escape Plan - Fuga dall'inferno, Escape Plan 2 - Ritorno all'inferno
- Pino Insegno in Power, Nella tana dei lupi
- Simone Mori in For Life, I mercenari 4 - Expendables
- Tony Sansone in Home of the Brave - Eroi senza gloria, Il risolutore
- Marco Foschi in Get Rich or Die Tryin'
- Andrea Lavagnino in Streets of Blood
- Massimiliano Plinio in 13 - Se perdi... muori
- Roberto Draghetti in Southpaw - L'ultima sfida
- Mario Bombardieri in The Prince - Tempo di uccidere
- Fabrizio Dolce in Vite da popstar
- Luca Ghignone in Escape Plan 3 - L'ultima sfida
- Fabrizio Vidale in Blood Out

Da doppiatore è sostituito da:
- Nanni Baldini in Robot Chicken

## Videogiochi
Il 17 novembre del 2005 è uscito il videogame 50 Cent: Bulletproof, realizzato dalla Vivendi Universal, in cui Curtis e la sua gang devono indagare sulla scomparsa di un loro amico, un certo K-Dogg che si è invischiato in una vicenda di droga e criminalità; successivamente esce anche per PSP. Nel 2009 è tornato nel campo dei videogiochi con 50 Cent: Blood on the Sand, in cui è impegnato a combattere una guerra in Iraq per strappare dalle mani di un barone della droga un teschio tempestato di diamanti, ovviamente con l'aiuto dei suoi compari della G Unit Lloyd Banks, Tony Yayo e DJ Whoo Kid.
Inoltre, 50 Cent ha doppiato lo speaker della fazione dei Navy SEAL nel videogioco Call of Duty: Modern Warfare 2.

## Televisione
- È apparso in versione animata nella serie I Simpson nell'episodio Marachella Rap.
- Il 2 dicembre 2009 si è esibito, come ospite, nell'ultima puntata di X Factor Italia per presentare il disco Before I Self Destruct cantando Baby Be Me e Do You Think About Me. Il rapper inoltre ha affiancato per alcuni minuti la giuria del programma assistendo alle performance dei tre finalisti.
- È apparso in una puntata della serie Il risolutore.